# ماهويكي
ماهويكي (بالإنجليزية: Mahu - ike)‏ ربة النار والزلازل البولينيزية. مرة تكون مذكرا ومرة تكون مؤنثا. مهمتها في العالم السفلي الحفاظ على النار مشتعلة. وقد لاحقها البطل ماوي Maui حتى تعطيه النار. كما أنه اسم الأم الماورية القديمة للعشائر وأم الغول آكل الرجال.